# Guns N’ Roses
Guns N’ Roses (рус. Ганз-Н-ро́узиз; МФА: [ɡʌnz ən ’roʊzɪz]) — американская хард-рок-группа, сформировавшаяся в 1985 году в Лос-Анджелесе, штат Калифорния. В первоначальный состав участников, которые в 1986 году заключили контракт со звукозаписывающей компанией Geffen Records, входили: вокалист Эксл Роуз, соло-гитарист Слэш, ритм-гитарист Иззи Стрэдлин, басист Дафф Маккаган и барабанщик Стивен Адлер. Текущий состав включает: Роуза, Слэша, Маккагана, а также клавишников Диззи Рида и Мелиссу Риз, гитариста Ричарда Фортуса и барабанщика Айзека Карпентера. Guns N’ Roses продала более 100 миллионов своих записей по всему миру, включая 45 миллионов только в США, в связи с чем считается одной из самых востребованных групп в мире.
Дебютный альбом Guns N’ Roses, получивший название Appetite for Destruction (1987), достиг первой строчки в Billboard 200 спустя год после своего релиза, а песня «Sweet Child o’ Mine» стала единственным синглом группы, который оказался на первом месте в Billboard Hot 100. Appetite for Destruction разошёлся тиражом около 30 миллионов копий по всему миру, 18 миллионов из которых были проданы в Соединённых Штатах, и стал самым продаваемым дебютным альбомом всех времён в США, а также одиннадцатым по счёту среди самых продаваемых альбомов в США. Вслед за успешным дебютом последовал альбом G N’ R Lies (1988), который достиг второго места в Billboard 200, а сингл «Patience» вошёл в пятёрку лучших в хит-параде США. Продажи G N’ R Lies составили всего десять миллионов копий во всём мире, включая пять миллионов в США. Двойной альбом Use Your Illusion I и Use Your Illusion II (1991) оказался соответственно на втором и первом местах в Billboard 200 и разошёлся тиражом 35 миллионов копий во всём мире, включая 14 миллионов в Соединённых Штатах. Альбом кавер-версий The Spaghetti Incident? (1993) стал последним студийным альбомом группы, в записи которого принимали участие Слэш и Маккаган.
После более чем десятилетней работы и нескольких изменений в составе, Guns N’ Roses выпустила шестой альбом Chinese Democracy (2008), который по оценкам себестоимости продукции обошёлся приблизительно в 14 миллионов долларов и является самым дорогим рок-альбомом из когда-либо выпускавшихся в истории музыки. Он дебютировал на третьем месте в Billboard 200, однако продавался хуже ожиданий, несмотря на преимущественно положительные отзывы. Оба бывших участника Слэш и Маккаган воссоединились с группой в 2016 году.

## История группы

### Формирование (1985—1986)
Желая создать собственную группу из профессиональных музыкантов, бывшие одноклассники — Эксл Роуз и Иззи Стрэдлин, — разместили в 1983 году объявление в одном музыкальном журнале. Состав вскоре был набран. Игравший в группе Hollywood Rose Стрэдлин, проживал в 1984 году вместе с Трэйси Ганзом. Кандидатуру Роуза, солиста Hollywood Rose, предложил именно Стрэдлин, когда группе L.A. Guns понадобился новый вокалист.
Группа Guns N’ Roses была основана в марте 1985 года Роузом и ритм-гитаристом Стрэдлином, наряду с ведущим гитаристом Трэйси Ганзом, басистом Оле Бейхом и ударником Робом Гарднером из L.A. Guns. Путём объединения частей названий двух сформировавшихся ранее коллективов получилось название для их новой группы. Однако в ходе обсуждения участниками рассматривались и другие варианты, такие как, например, «Heads of Amazon» и «AIDS». Распространявшиеся в Голливуде флаеры с незатейливым слоганом: «L.A. Guns и Hollywood Rose представляют группу Guns N’ Roses», предвосхищали первое выступление на сцене клуба «Трубадур» 26 марта 1985 года. Сразу после выступления Байх был уволен, а заменил его тогда Дафф Маккаган. Примерно тогда же группа планировала выпустить мини-альбом, включавший в себя такие песни, как «Don’t Cry», а также кавер-версию «Heartbreak Hotel», «Think About You» и «Anything Goes»; группа представила материал во время своего первого радиоинтервью. Однако запланированный релиз так и не состоялся, поскольку группу покинул Ганз после ссоры с Роузом, которая в итоге привела к его замене Слэшем, отыгравшим ранее несколько концертов в составе Hollywood Rose. Вскоре после того ушёл и Гарднер, которого заменил Стивен Адлер, бывший ударник Hollywood Rose. Слэш и Адлер прежде уже играли вместе с Маккаганом в Road Crew. Согласно воспоминаниям Маккагана, менее чем через год после их знакомства именно Слэш нарисовал логотип с двумя пистолетами и заплетёнными вокруг стволов стеблями розы.
В общем, был у нас когда-то мелкий менеджер, который невзлюбил нашего вокалиста Майка Джэгоша, и пришлось, короче, увольнять его. Тогда я попросил Эксла присоединиться к L.A. Guns, и он пробыл в группе около 6—7 месяцев. Тот же менеджер в итоге возненавидел Эксла и захотел его уволить. Мы проживаем все вместе в данный момент, поэтому и Эксл и я просто собрались и ушли. „Ну, и что мы будем делать?“ Так что мы оба сказали: „К чёрту“, и придумали название Guns N’ Roses, которое должно было стать просто звукозаписывающим лейблом, где мы будем выпускать синглы.
«Классический» состав Guns N’ Roses окончательно сформировался 4 июня 1985 года, когда к группе официально присоединились Адлер и Слэш. После непродолжительной репетиции с новыми партнёрами группа через день отыграла свой первый концерт. Два дня спустя участники Guns N’ Roses отправились в короткий, неорганизованный тур по западному побережью, из Сакраменто, штат Калифорния, в родной город Маккагана Сиэтл, штат Вашингтон. Ребята ехали в специальном фургоне, однако вынуждены были бросить оборудование, когда оба их автомобиля сломались по дороге в Сиэтл, поэтому дальше музыканты добирались уже автостопом, и вернулись обратно в Лос-Анджелес только со своими гитарами. Так называемый «Hell Tour» определил первый стабильный состав группы. «Эта поездка показала нам, на что мы были способны, и через что готовы были пройти для достижения наших совместных целей как группа», — вспоминал позднее Маккаган.
Благодаря наращиванию присутствия группы на клубной сцене Голливуда — выступлениям в таких знаменитых барах, как «Трубадур» и «Рокси» — Guns N’ Roses привлекла внимание крупных звукозаписывающих лейблов. Группа заключила контракт с Geffen Records в марте 1986 года, и получила аванс в размере 75 000 долларов. Участники Guns N’ Roses отклонили предложение Chrysalis Records, почти вдвое перекрывающее сумму Geffen, из-за того, что Chrysalis хотела изменить имидж и звучание группы, а Geffen предоставляла полную свободу творчества.
В декабре того же года группа выпустила мини-альбом Live ?!*@ Like a Suicide, записанный с целью поддержания интереса к группе, в то время как музыканты ушли с клубной сцены, чтобы поработать в студии. Выпуск мини-альбома должен был утешить лейбл, который полагал, что у группы недостаточно песен для записи полноценного диска. Мини-альбом включает в себя кавер-версии Rose Tattoo «Nice Boys» и Aerosmith «Mama Kin», наряду с двумя оригинальными композициями — записанной под влиянием панка «Reckless Life» и навеянной классическим роком «Move to the City». Несмотря на то, что Live ?!*@ Like a Suicide заявлен как концертная запись, четыре заимствованные из демозаписей песни просто-напросто были наложены на шум толпы. Live ?!*@ Like a Suicide был выпущен Uzi Suicide, вспомогательным подразделением Geffen, ограниченным тиражом в 10 000 виниловых копий.
В то время как участники Guns N’ Roses уже предпринимали попытки записать свой дебютный альбом, для записи «Nightrain» и «Sweet Child o’ Mine» был нанят продюсер Спенсер Проффер. В конечном итоге им удалось записать в студии девять песен, в том числе «Heartbreak Hotel», «Don’t Cry», «Welcome to the Jungle» и «Shadow of Your Love». Затем группа записала демо с гитаристом из Nazareth Мэнни Чарлтоном, выпущенное в 2018 году. Полу Стэнли из Kiss, который рассматривался в качестве продюсера, было отказано после того как ему вздумалось изменить барабанную установку Адлера. Рассматривалась также кандидатура Роберта Джона «Матт» Ланга, однако лейбл не желал тратить лишние деньги на известного продюсера. В результате был выбран Майк Клинк, подготовивший к тому времени несколько записей Triumph; с Клинком группа записала «Shadow of Your Love» в порядке эксперимента. В январе 1987 года после нескольких недель репетиций группа приступила к записи своего дебютного альбома в Rumbo Recorders Дэрила Дрэгона. Две недели записывались основные композиции, ещё месяц понадобился для наложений. Барабанная партия заняла шесть дней, однако для записи вокала Роуза потребовалось гораздо больше времени, так как он настаивал на том, чтобы записывать по одной строчке за раз.

### Прорыв и массовая популярность (1987—1989)

#### Appetite for Destruction
Дебютный альбом Appetite for Destruction группы Guns N’ Roses был выпущен 21 июля 1987 года. Альбом претерпел кардинальные изменения в плане оформления после того как сюрреалистический дизайн обложки Роберта Уильямса, демонстрирующий напавшего на робота-насильника кинжалозубого монстра, был сочтён слишком спорным. Многочисленные жалобы от различных религиозных и общественных организаций вынудили некоторые магазины продавать диски завёрнутыми в коричневую бумагу, либо как-то иначе закрывать рисунок, либо вообще отказаться от продажи альбома. Группа заявила, что оригинальное оформление, «символически отражает общественную позицию с представляющим индустриальную систему роботом, который насилует и загрязняет нашу окружающую среду». В конечном итоге Энди Энгелл (англ. Andy Engell) переделал обложку, причём основу его работы составлял дизайн Билла Уайта-младшего (англ. Bill White Jr.), мастера, создававшего эскиз для татуировки, которой Роуз обзавёлся годом ранее. На рисунке можно увидеть изображение креста с пятью черепами, напоминающими участников группы. Изначально внимание Роуза привлекла запечатлевшая момент взрыва шаттла «Челленджер» фотография, размещённая на обложке журнала Time; и в оформлении альбома именно её предполагалось использовать, как собственно и сам Роуз позднее рассказывал в одном из выпусков передачи «That Metal Show» 2011 года.
Первым синглом группы, выпущенным в Великобритании 15 июня 1987 года, стал «It’s So Easy», который достиг 84-й позиции в хит-параде UK Singles Chart. В качестве первого сингла к альбому в США, вместе с сопровождающим его музыкальным видео, в октябре того же года был выпущен «Welcome to the Jungle». Около года альбом и сингл не были популярны, но когда Дэвида Геффена, основателя Geffen, попросили оказать поддержку группе, он обязался лично убедить руководителей MTV запустить в ротацию «Welcome to the Jungle» во внеурочное время телевизионного эфира. Несмотря на то, что клип показывали только один раз в четыре часа утра в воскресенье, любители хэви-металла и хард-рока его заметили, и вскоре стали запрашивать видео и песню в массовом порядке. Написанная в Сиэтле песня была о Лос-Анджелесе, а клип снимался в Нью-Йорке. Источником вдохновения при написании её, со слов самого Роуза, послужила стычка с бездомным в Нью-Йорке, как раз когда он выходил из автобуса вместе с другом. Пытаясь напугать юных беглецов, мужчина прокричал им вслед: «Вы хотя бы знаете, где находитесь? Вы в джунглях, малышня! Вы подохнете!» Песня использована в телесериале «Грязный Гарри» и фильме «Смертельный список», в котором снимался Клинт Иствуд, а у членов группы были эпизодические роли.
Вторым выпущенным в США синглом стала песня о любви «Sweet Child o’ Mine», написанная в соавторстве Роузом как стихотворение, посвящённое его девушке Эрин Эверли (англ. Erin Everly), дочери Дона Эверли из The Everly Brothers. Благодаря растущему успеху группы, кросс-гендерной привлекательности песни и сопровождающим её музыкальным видео, «Sweet Child o’ Mine» получила массивную ротацию как на радио, так и MTV, и стала горячим хитом лета 1988 года, достигнув вершин чартов США. Слэш позднее признался: «Я ненавидел эту песенку с огромной страстью в течение длительного периода времени, и она оказалась нашим самым большим хитом, вот как-то так вышло». Песня вошла в мини-альбом Live from the Jungle, выпущенный в Японии, где также были представлены живые записи первых концертов группы за пределами США, в частности, сделанные во время выступлений в лондонском клубе «The Marquee» летом 1987 года. Песня является самой востребованной из репертуара Guns N’ Roses, и единственной достигшей 1-го места в Billboard 100, причём Маккаган утверждал, что «Sweet Child o’ Mine» была написана приблизительно за пять минут.
После успеха «Sweet Child o’ Mine», «Welcome to the Jungle» был переиздан как сингл и достиг 7-го места в США. К тому времени как песня «Paradise City» и видео к ней уже достигли эфира, оказавшись на 5-м месте в США, Appetite for Destruction достиг 1-го места в Billboard 200. К настоящему времени продажи альбома превысили 30 миллионов копий по всему миру, включая 18 миллионов в Соединённых Штатах, поэтому Appetite for Destruction считается самым продаваемым дебютным альбомом всех времён в США, а также одиннадцатым самым продаваемым альбомом в США.
Guns N’ Roses много гастролировали в поддержку своего дебютного альбома, отправившись в 16-месячный «Appetite for Destruction Tour». Помимо выступлений в качестве хедлайнеров в Европе и США, группа открывала североамериканские концерты таких музыкантов, как The Cult, Mötley Crüe и Элис Купер в течение второй половины 1987 года. Во время тура 1987 года барабанщик Стивен Адлер сломал руку в драке и был заменён барабанщиком Cinderella Фредом Каури, отыгравшим с Guns N’ Roses восемь концертов. В мае 1988 года басист Дафф Маккаган пропустил несколько концертов, чтобы присутствовать на собственной свадьбе в Канаде; его подменял Кид «Хаггис» Хаос из The Cult. Дон Хенли из Eagles играл на барабанах во время выступления группы на церемонии American Music Awards 1989 года, пока Адлер был в реабилитации.
Группа продолжила гастроли по США, Австралии и Японии, причём в промежутке своего графика выступала в качестве разогрева на концертах Iron Maiden и Aerosmith в Северной Америке. Тим Коллинз, который тогда был менеджером Aerosmith, заметил: «К концу тура Guns N’ Roses казались громадными. Они, по сути, просто взорвались. Мы были в бешенстве, когда журнал Rolling Stone захотел сделать историю об Aerosmith, но Guns N’ Roses оказались на обложке. Неожиданно, выступив на разогреве убедительнее нас».

#### G N’ R Lies

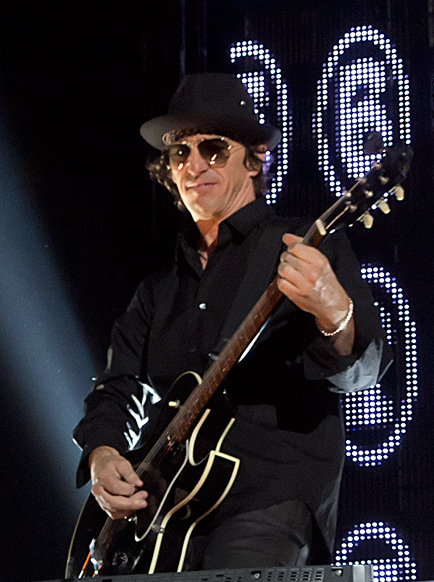
Иззи Стрэдлин был ритм-гитаристом группы Guns N’ Roses с 1985 по 1991 год

Второй альбом Guns N’ Roses, получивший название G N’ R Lies, был выпущен в ноябре 1988 года. В него вошли четыре записи из мини-альбома Live ?!*@ Like a Suicide 1986 года, а также четыре абсолютно новые песни. «Patience» стал единственным синглом из G N’ R Lies, достигшим 4-го места в США, в то время как сам альбом достиг 2-го места в Billboard 200. Обложка альбома, пародирующая стиль бульварных газет, была изменена после настоятельной просьбы убрать заголовки «Wife-beating has been around for 10,000 years» (с англ. — «Избиение жён продолжается десятки тысяч лет») и «Ladies, welcome to the dark ages» (с англ. — «Дамы, добро пожаловать в средневековье»).
Песня «One in a Million» вызвала обвинения в расизме и гомофобии. Роуз не считал себя расистом и аргументировал употребление слова «ниггер», утверждая, что «таким выражением характеризуют некоего человека, по сути, навредившего вам, ставшего проблемой. Слово „ниггер“ необязательно означает чёрного». Он даже указывал рэп-группу N.W.A в качестве примера, также использовавшую данное слово в творчестве, как и песню Джона Леннона «Woman Is the Nigger of the World». Несколько лет спустя Роуз всё-таки признал, что использовал слово как оскорбление к чёрным, которые попытались его ограбить, а ещё потому, что оно представляет собой некое подобие табу. В ответ на обвинения в гомофобии Роуз заявил, что считает себя «гетеросексуалом» и осуждает такие отношения, называя «плохим опытом» общение с геями.
В 1987 году на концерте Guns N’ Roses в Атланте Роуз совершил нападение на охранника, поэтому за кулисами был задержан полицией. Оставшиеся на сцене музыканты, ободряемые пением роуди, продолжали играть без своего вокалиста. В начале февраля 1988 года Роуз занырнул в толпу на концерте группы в нью-йоркском рок-клубе «Ритц». А когда наконец поднялся на сцену — его верхняя одежда и драгоценности отсутствовали, запястье левой руки было исцарапано. Двое фанатов насмерть были раздавлены танцующей толпой непосредственно во время выступления группы на фестивале «Monsters of Rock», проходившем в августе того же года в Англии. Когда в октябре 1989 года Guns N’ Roses разогревала публику перед выступлением британской рок-группы The Rolling Stones в «Лос-Анджелеском мемориальном колизее», Роуз заявил, что устал. Его тирада из нецензурной брани и некоторых умозаключений была адресована 72 000 аудитории. Роуз говорил, что многие в коллективе не могут не приплясывать господину Браунстоуну, и, вероятно, концерт станет последним для Guns N’ Roses. Подобные инциденты привели к тому, что Guns N’ Roses заработала репутацию как «самая опасная группа в мире».

### Международный успех и скандальная известность (1990—1993)

#### Use Your Illusion IиII
В начале 1990 года участники Guns N’ Roses вернулись в студию, чтобы приступить к записи самого амбициозного проекта группы. Барабанщик Стивен Адлер был ненадолго уволен из-за употребления наркотиков, но после подписания контракта, в котором он поклялся прекратить принимать запрещённые вещества, восстановлен в составе Guns N’ Roses. Во время записи «Civil War» Адлер просто не способен был играть из-за борьбы с зависимостью от кокаина и героина, и затруднения, которые он испытывал в студии, вынудили группу сделать около 30 дублей. Адлер утверждал, что пока он болел, принимая блокаторы опиатов, его попытались вышвырнуть за наркозависимость. В результате Адлер был уволен 11 июля 1990 года, а затем подал иск против группы. Он вспоминал в интервью 2005 года:

Даг Гольдштейн вызвал меня в офис приблизительно две недели спустя. Он хотел, чтобы я подписал некоторые контракты. Мне было сказано, что каждый раз, когда я принимаю героин, группа будет штрафовать меня на 2000 долларов. Там была целая стопка бумаг с цветными наклейками в местах для моей подписи. В этих бумагах говорилось, что группа выплачивает мне 2000 долларов отступных. Они отобрали мои гонорары, изъяли все упоминания обо мне как авторе. Они меня больше не любили и просто хотели, чтобы я ушёл. Вот почему я подал иск — вернуть всё, что мне причиталось обратно.
Оригинальный текст (англ.)Doug Goldstein called me into the office about two weeks later. He wanted me to sign some contracts. I was told that every time I did heroin, the band would fine me $2,000. There was a whole stack of papers, with colored paper clips everywhere for my signatures. What these contracts actually said was that the band were paying me $2,000 to leave. They were taking my royalties, all my writing credits. They didn't like me anymore and just wanted me gone. That's why I filed the lawsuit — to get all those things back.

Кандидатуры Мартина Чемберса (Pretenders) и Адама Мэплса (Sea Hags) рассматривались на вакантную должность барабанщика Guns N’ Roses. Барабанщик местной группы Havana Black Юсси Тегельман участвовал в студийных сессиях, прежде чем была найдена постоянная замена. В конечном итоге место за ударной установкой занял Мэтт Сорум, ранее игравший в The Cult. Слэшу очень понравился новый барабанщик; и по мнению ведущего гитариста Guns N’ Roses, группе не позволил распасться именно Мэтт.

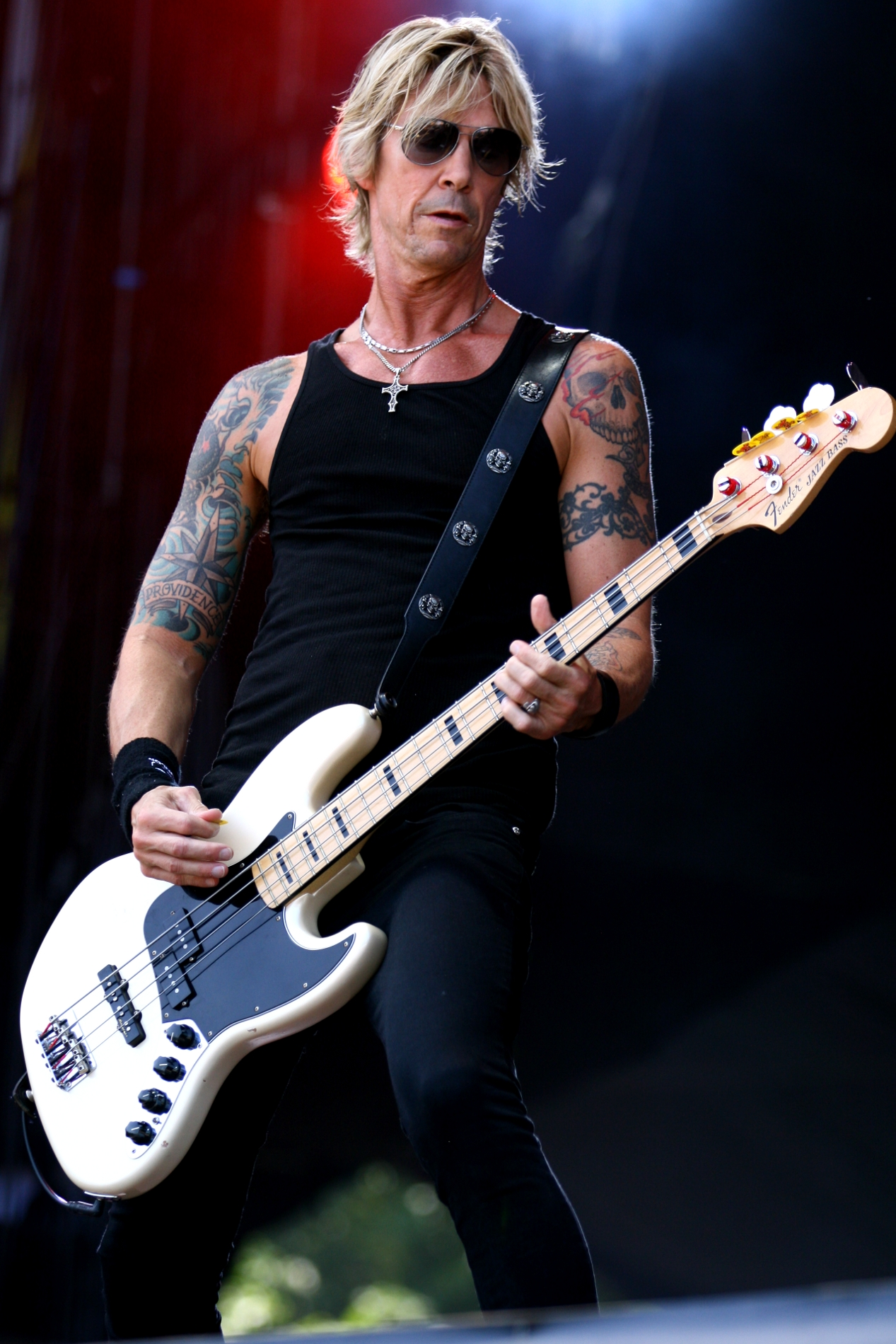
Дафф Маккаган был басистом Guns N’ Roses с 1985 по 1997 год, вернувшись в состав 18 лет спустя

В ответ на замечание интервьюера о том, что замена Адлера Сорумом превратила Guns N’ Roses из рок-н-ролльной в хеви-метал-группу, Стрэдлин заявил: «Да, большая музыкальная разница. Впервые я понял, что Стив значил для группы, когда он сломал руку в Мичигане <…> Так у нас появился Фред Каури из Cinderella на шоу в Хьюстоне. Фред играл технически хорошо и стабильно, но песни звучали просто ужасно. Они были написаны со Стивом, играющим на барабанах, и его чувство свинга было пушпульным, передающимся через песни. Когда всё пропало, это стало просто… неправдоподобным, странным. Ничего не работало».
Несколькими месяцами ранее клавишник Диззи Рид стал шестым членом Guns N’ Roses, когда присоединился к группе уже как полноправный её участник. Рид и Сорум ранее уже играли вместе в группе Johnny Crash. Группа Guns N’ Roses уволила своего менеджера, Алана Найвена, заменив его Дагом Гольдштейном в мае 1991 года. Согласно информации, представленной в том же году журналом Rolling Stone, Роуз вынудил уволить Найвена вопреки нежеланию некоторых коллег по группе, отказавшись заканчивать альбом, пока его не заменили.
Имеющая достаточный для записи двух альбомов музыкальный материал, группа выпустила Use Your Illusion I и Use Your Illusion II 17 сентября 1991 года. Тактика оправдалась, когда оба альбома дебютировали в чарте Billboard, соответственно, на второй и первой позициях, а Guns N’ Roses стала единственной группой, достигшей такого успеха, пока хип-хоп-артист Nelly не добился того же в 2004 году. За первую неделю продаж альбомы разошлись количеством 770 000 копий (Use Your Illusion II) и 685 000 (Use Your Illusion I), и провели в чарте в общей сложности 108 недель. В целом продажи альбомов составили 35 миллионов копий по всему миру, в том числе 14 миллионов в США.
Guns N’ Roses сопроводили оба альбома Use Your Illusion множеством видеоклипов, среди которых «Don’t Cry», «November Rain» и «Estranged», нескольких из самых дорогих музыкальных видеороликов, когда-либо сделанных. Баллада «November Rain» (3-е место в хит-параде США) стала самым востребованным видео на MTV, в конечном итоге получив премию MTV Video Music Awards 1992 года за лучшую кинематографию. Это также самая длинная песня в истории чартов США, из попавших в первую десятку, продолжительностью 8 минут 57 секунд. В шоу, организованном по итогам награждения, группа исполнила песню вместе с Элтоном Джоном, аккомпанировавшим на фортепиано.

#### Use Your Illusion Tour
В преддверии выхода нового альбома участники Guns N’ Roses отправились в 28-месячный тур «Use Your Illusion Tour». Он стал широко известен благодаря коммерческому успеху, а также многим инцидентам, которые происходили во время выступлений коллектива. Тур по 27 странам в общей сложности состоял из 192 концертов, которые посетили более семи миллионов человек. До сих пор он является «самым длинным туром в истории рока». Концертная программа «Use Your Illusion World Tour» включала гитарное соло от Слэша, основанное на главной теме из фильма «Крёстный отец», проигрыш на пианино кавер-версии «It’s Alright» Black Sabbath и продолжительный джем, вдохновлённый классическим роком «Move to the City», где группа представляла ансамбль музыкантов, собранных для гастролей.
Многие успешные выступления во время тура были омрачены в прессе беспорядками, запоздалым началом и откровенной напыщенной речью Роуза. В то время как предыдущие проблемы с наркотиками и алкоголем, по-видимому находились под контролем, Роуз часто волновался из-за слабой безопасности, проблем со звуком и нежелательной съёмкой или записью выступлений. Он также использовал время между песнями, чтобы выпалить политические заявления или реплики против знаменитых конкурентов или музыкальных критиков.
2 июля 1991 года в Riverport Amphitheater в Мэриленд-Хайтс, штат Миссури, недалеко от Сент-Луиса, во время исполнения «Rocket Queen» Роуз заметил фаната, снимавшего выступление на камеру. Роуз сначала попросил службу безопасности места проведения концерта изъять камеру, однако внезапно решил забрать её сам, и прыгнул в зал, схватив фаната. После потасовки, когда его вытащили из аудитории члены команды, Роуз сказал: «Что ж, благодаря паршивой службе безопасности, я отправляюсь домой!» В довершении всего, швырнул свой микрофон на пол и умчался в бешенстве со сцены. Разъярённая толпа бесчинствовала, десятки получили ранения. Видеозапись инцидента была сделана Робертом Джоном, задачей которого изначально было задокументировать тур. Роуза объявили в розыск за подстрекательство к бунту, однако полиции около года не удавалось его задержать, поскольку группа к тому времени уже отправилась за границу, дабы продолжить турне. В конечном итоге против Роуза были выдвинуты обвинения, но судья постановил, что непосредственно он не подстрекал к бунту. В свою защиту Роуз заявил, что охрана Guns N’ Roses сделала четыре отдельных запроса персоналу внутренней службы безопасности, чтобы камеру убрали, все из которых были проигнорированы. Другие участники коллектива сообщили, что в них попадали запущенные из зала бутылки, в то время как сотрудники службы безопасности отказывались вводить ограничение на выпивку. В результате на вкладыше Use Your Illusion в разделе благодарностей появилось скрытое сообщение: «Fuck You, St. Louis!».

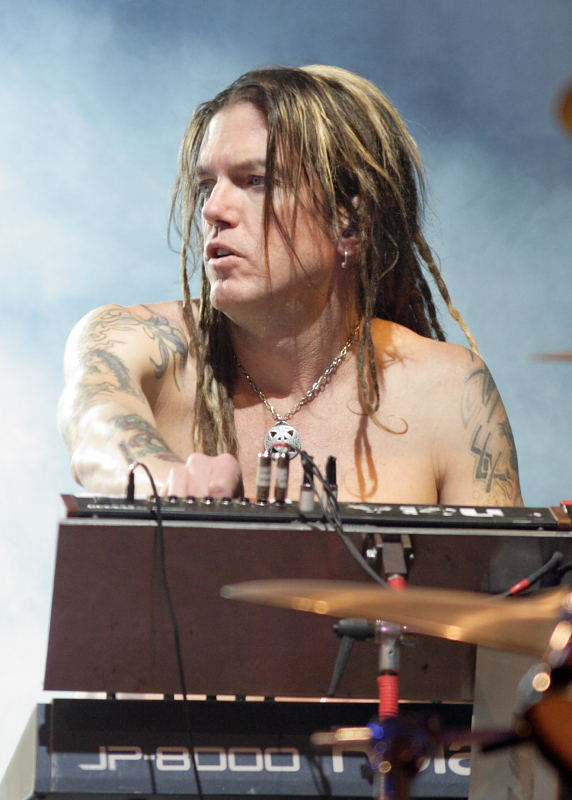
Диззи Рид в качестве клавишника присоединился к группе в 1990 году

Ритм-гитарист Иззи Стрэдлин внезапно покинул группу 7 ноября 1991 года после того как во время гастролей в Германии на концерте чуть не повторился сент-луисский инцидент. Музыкант указывал среди причин сумасбродство Роуза, в частности, неумелое управление коллективом, а также трудности, связанные со Слэшем, Сорумом и Маккаганом, и в основном из-за непрекращающейся зависимости коллег. Стрэдлин позднее пояснил: «Как только я оставил наркотики, я никак не мог перестать оглядываться и задаваться вопросом: „Неужели всё вот так?“ Я просто устал от этого; мне нужно было уйти». У группы было три недели, чтобы найти замену или отменить несколько концертов. Предполагалось, что к группе присоединится Дэйв Наварро из Jane’s Addiction, но, по словам Слэша, им так ни разу и не удалось собраться вместе. В итоге Стрэдлина заменил гитарист из Лос-Анджелеса Гилби Кларк, которому Слэш приписывал спасение группы.
Во время тура Роуз представлял нового участника публике на концертах группы, и Слэш и Кларк играли далее «Wild Horses», кавер-версию песни The Rolling Stones. В конце 1991 года группа пополнила гастрольный ансамбль, который включал духовую секцию и бэк-вокалисток. Когда в 1993 году Кларк сломал руку в аварии на мотоцикле, Стрэдлин несколько недель подменял его в туре.
Группа Guns N’ Roses исполняла три песни на концерте The Freddie Mercury Tribute Concert в 1992 году. В силу спорного характера песни «One in a Million» активист организации «ACT UP» не только потребовал убрать с афиши название группы, но и призывал других исполнителей избегать её участников, а толпу — вообще освистать их. Активистов распустили члены Queen, а ведущий гитарист Брайан Мэй заявил: «Люди кажутся настолько слепыми. Разве они не понимают, что сам факт, что Guns N’ Roses здесь, — самое весомое заявление, которое вы можете получить?» Слэш вместе с оставшимися членами Queen и вокалистом Def Leppard Джо Эллиоттом исполнили песню «Tie Your Mother Down», в то время как Роуз исполнил «We Will Rock You» и ещё «Bohemian Rhapsody» в дуэте с Элтоном Джоном. Репертуар Guns N’ Roses включал в себя такие песни, как «Paradise City» и «Knockin’ on Heaven’s Door». Когда позднее участники Guns N’ Roses вернулись в США для того, чтобы продолжить «Use Your Illusion Tour», их поддержал Брайан Мэй со своей группой The Brian May Band. Роуз также хотел, чтобы гранж-группа Nirvana выступила в поддержку, но Курт Кобейн отказался.
Позднее в том же году, Guns N’ Roses отправилась в «Guns N’ Roses/Metallica Stadium Tour», совместно с американской хеви-метал-группой Metallica, и при поддержке Faith No More, Motörhead и Body Count. 8 августа 1992 года во время выступления на Олимпийском стадионе в Монреале Джеймс Хэтфилд, вокалист Metallica, получил ожоги второй степени на руках и лице после сбоев в работе пиротехники. Metallica была вынуждена отменить второй час шоу, но пообещала вернуться в город для очередного выступления. После длительной задержки, в течение которой аудитория становилась всё более беспокойной, участники Guns N’ Roses вышли на сцену. Однако сжатые временные рамки между выступлениями не позволили надлежащим образом настроить сценические мониторы, в результате чего музыканты не слышали себя. Кроме того, Роуз утверждал, что у него болело горло, из-за чего группа рано покинула сцену. Отмена мероприятия привела к очередному массовому беспорядку, в результате которого пострадали десять зрителей и трое полицейских. Полиция произвела не менее десятка арестов, связанных с инцидентом.
Инцидент с пиротехникой и беспорядками был представлен впоследствии на видеозаписи концерта «A Year and a Half in the Life of Metallica». В одном из сегментов на видео Хэтфилд издевался над Роузом, зачитывал его персональный тур-райдер, высмеивая различные пункты в списке. В ответ Роуз, обратившись к толпе во время более позднего концерта, назвал Хэтфилда расистом за его решение вывести из тура Body Count, да к тому же «глупым маленьким хуесосом», и вдобавок очернил остальную часть группы. В документальном фильме от VH1 «Behind the Music», посвящённом группе Metallica, Хэтфилд заявил, что «мы не имеем никакого отношения к Экслу и его мировоззрению». Другие участники Metallica и сам Роуз сошлись во мнении, что их коллективы никогда не были дружелюбно настроены друг к другу.
В середине 1993 года спор бывшего барабанщика Guns N’ Roses Стивена Адлера против группы был урегулирован во внесудебном порядке; Адлер получил чек на сумму в размере 2 250 000 долларов США и 15 % отчислений за песни, которые были записаны с ним в составе.
«Use Your Illusion Tour» закончился выступлением Guns N’ Roses в Буэнос-Айресе, Аргентина, 17 июля 1993 года. Тур установил рекорд посещаемости и продолжительности в 28 месяцев, в течение которых группа отыграла 194 концерта. Концерт в Буэнос-Айресе отмечен как последний, когда Сорум и Кларк играли вживую с Роузом. Это был последний раз, когда Слэш выступал с Роузом до воссоединения с группой в 2016 году.

#### The Spaghetti Incident?

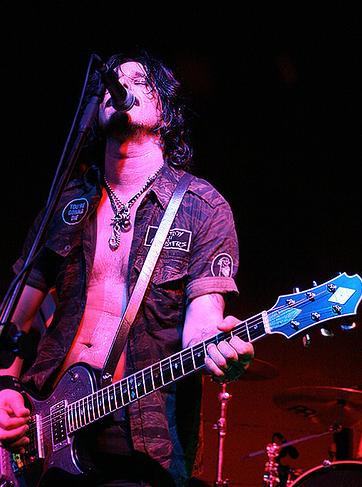
Музыкант Гилби Кларк, игравший в коллективе с 1991 по 1994 год, сменил Иззи Стрэдлина в качестве ритм-гитариста Guns N’ Roses

Изначально группа Guns N’ Roses планировала выпустить миньон с кавер-версиями в 1992 или 1993 году, однако впоследствии её участники решили записать полноценный альбом. Их пятый студийный альбом The Spaghetti Incident?, коллекция панк- и глэм-рок-каверов, был выпущен 23 ноября 1993 года. Гитарные партии Стрэдлина были перезаписаны Гилби Кларком. Основной материал был записан в течение тех же сессий, что и оба альбома Use Your Illusion, которых первоначально планировалось выпустить в количестве 3 или даже 4. Многие песни в альбоме исполнил басист Guns N’ Roses Дафф Маккаган, а для записи вокала «Ain’t It Fun» был приглашён фронтмен Hanoi Rocks Майкл Монро. Слэш охарактеризовал запись как «непринуждённую и неприукрашенную». Основой для названия альбома послужил инцидент с участием Стивена Адлера, произошедший в 1989 году; в то время как группа временно останавливалась в съёмных апартаментах в Чикаго. Адлер хранил свои наркотики в холодильнике рядом с пищевыми контейнерами, в которых находилась итальянская еда. Маккаган объяснил, что кодовым словом для тайника Адлера было «спагетти». В его иске против Guns N’ Roses адвокат Адлера попросил участников «рассказать об инциденте со спагетти», который группа сочла забавным и использовала в качестве названия альбома. Альбом дебютировал под номером четыре в чарте Billboard, а его продажи только за первую неделю составили 190 000 копий.
В списке песен не указана кавер-версия «Look at Your Game, Girl» Чарльза Мэнсона, которая тем не менее была включена в альбом. Звуковую дорожку держали в секрете, она не была включена в предварительные записи, разосланные рецензентам. Менеджер группы Даг Гольдштейн заявил: «Там в альбоме есть бонус-трек, но пусть оно говорит само за себя, ведь того хочет Эксл … Это не было предназначено для критиков или кого-либо ещё. Это был бонус для фанатов». Присутствие в альбоме этой песни вызвало полемику среди правоохранительных органов и правозащитных организаций, выразившими возмущение. Роуз утверждал: «Причина, из-за которой мы не указали песню в списке нашего альбома, — пожелали преуменьшить её значение. В общем-то мы не воздаём в альбоме почести Чарльзу Мэнсону». Группа рассматривала возможность удаления песни из последующих переизданий альбома. Президент лейбла Дэвид Геффен заявил: «Я бы хотел надеяться, что в том случае, если бы Эксл Роуз тогда отдавал себе отчёт, насколько оскорбительным это покажется людям, он вообще никогда бы не записал такую песню. Тот факт, что Чарльз Мэнсон может заработать деньги благодаря известности, которую получил, совершив одно из самых ужасающих преступлений 20-го века, для меня немыслим». Слэш отметил, что песня «сделана с наивным и невинным чёрным юмором с нашей стороны». Роуз заявил, что пожертвует все гонорары за исполнение песни некоммерческой экологической организации. Согласно Слэшу, группа уже намеревалась убрать песню, прежде чем узнала, что гонорары будут пожертвованы Бартеку Фриковскому, который приходится сыном Войцеху Фриковскому. Войцех Фриковский, польский сценарист, а также друг Романа Полански, был убит в результате жестокой расправы, учинённой в 1969 году бандой Мэнсона. Geffen Records опубликовала заявление, в котором говорилось, что часть гонораров лейбла будет передана в фонд жертвы преступления Дорис Тейт. Роуз в футболке с изображением Мэнсона появлялся и в видеоклипе на песню «Estranged», и на концерте в Милтон-Кинсе, Англия, в 1993 году. Относительно ношения футболки музыкант пояснил, что зачастую люди воспринимают его как плохого парня и сумасшедшего. «Извините, я не тот парень. Я совсем на него не похож», — заключил Роуз. Впоследствии Роуз говорил, что песня будет убрана из последующих переизданий альбома, поскольку критики и средства массовой информации неправильно истолковали его интерес к Мэнсону; тем не менее, «Look at Your Game, Girl» всё ещё присутствует среди других кавер-версий The Spaghetti Incident?.
Несмотря на первоначальный успех, The Spaghetti Incident? не соответствовал продажам альбомов Use Your Illusion, и его релиз, впоследствии, привёл к усилению напряжённости в коллективе.

### Изменения в составе и снижение активности (1994—1999)
Между 1994 и 1996 годами группа время от времени приступала к записи нового материала, большая часть которого, согласно Слэшу, была написана Роузом. Однако на официальном сайте Guns N’ Roses в 2008 году Роуз сообщил, что его вклад был весьма незначительным. По словам барабанщика Мэтта Сорума, их группа в 1996 году записала семь песен, причём ещё столько же находились в стадии подготовки; и весной 1997 года намеревалась выпустить альбом из десяти или двенадцати треков. Сорум также упомянул, что It’s Five O’Clock Somewhere, дебютный альбом группы Slash’s Snakepit, «мог бы стать альбомом Guns N’ Roses, но Эксл и не думал даже, чтобы назвать его достаточно хорошим».
Нам по-прежнему недоставало взаимодействия внутри коллектива, чтобы написать лучшие песни. И поскольку ничего не получалось, именно поэтому материал был утилизирован.
В мае 1994 года Гилби Кларк объявил, что работа над будущим альбомом Guns N’ Roses окончена. «Не такой изощрённый как Illusion, но и не такой дикий как Appetite», — именно так охарактеризовал потенциальный альбом Мэтт Сорум. Дафф Маккаган подтвердил запланированный релиз, состоящий из двенадцати песен, которые выдержаны в быстром темпе, и «никаких баллад». В 2002 году Роуз заявил, что гитарная партия, записанная Слэшем, была «лучшей [его] работой, проделанной, по крайней мере, со времён Illusions». Позднее в интервью 2012 года Роуз рассказал USA Today, что в середине 1990-х не писал музыку «годами» из-за критики со стороны коллег — Слэша и Маккагана, а также бывшей невесты Стефани Сеймур.
В январе 1994 года Роуз вводил Элтона Джона в Зал славы рок-н-ролла, и тем же вечером исполнял дуэтом с Брюсом Спрингстином кавер-версию песни The Beatles «Come Together». Это было последнее публичное выступление Роуза за последующие шесть лет. В том же 1994 году музыканты Guns N’ Roses внесли свой вклад в дебютный альбом Гилби Кларка Pawnshop Guitars.
В декабре 1994 года группа Guns N’ Roses представила кавер-версию песни The Rolling Stones «Sympathy for the Devil». Песня появилась в фильмах «Интервью с вампиром» и «Падший», и была выпущена отдельно в качестве сингла. Entertainment Weekly указывал на то, что «нота в ноту ремейк прилично вспенивает мыло, и тем не менее кажется совершенно несостоятельным». Это последняя совместная работа Guns N’ Roses, в которой участвовали Слэш, Маккаган и Сорум. В записи также принимал участие Пол «Хьюч» Тобиас, друг детства Роуза и коллега из Hollywood Rose, игравший на ритм-гитаре. Приглашённый музыкант одним своим присутствием создавал напряжённость в коллективе; как сообщается, у Слэша были «творческие и личные разногласия» с Тобиасом. Как стало известно из интервью 2001 года, Слэш в сентябре 1996 года говорил следующее своим коллегам: «Я собираюсь противостоять ему. Либо Пол уходит, либо [я ухожу]». Маккаган вспоминал позднее:

Музыка двигалась в направлении, абсолютно соответствующем его другу [Хьючу] ... И ещё один фактор — как раз тот парень, которого Эксл привёл и сказал: «Вот наш новый гитарист» ... Там не было никакой демократии. И тогда Слэш действительно завёлся: «Да ну на хрен. Как будто это его группа что ли? или типа того?» ... Это было смешно. Я отправлялся туда, чтобы порепетировать в десять часов [вечера], а Эксл появлялся в четыре или пять утра. Такие вещи происходили в течение нескольких лет.
Оригинальный текст (англ.)The music was going in a direction that was completely indulgent to his friend [Huge] ... And another factor is this guy that Axl brought in and told us, 'This is our new guitar player' ... There was no democracy there. And that's when Slash really started going, 'Fuck this. What, this is his band now? or something?' ... It was ridiculous. I'd go down there to start rehearsal at 10, and Axl would show up at four or five in the morning. That sort of thing was going on for a couple of years.

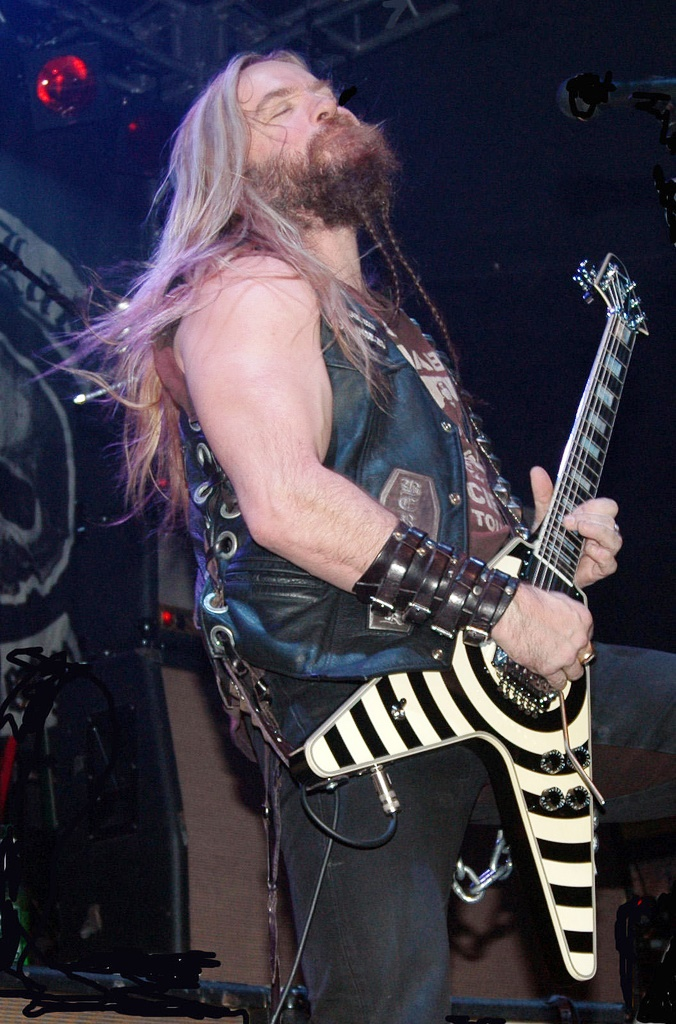
Закк Уайлд всерьёз рассматривался в качестве нового второго гитариста, когда в течение нескольких недель в 1995 году выступал с Guns N’ Roses

Контракт Гилби Кларка не был продлён, и он ушёл из группы в 1995 году. Согласно воспоминаниям Слэша, опубликованным в его автобиографии, Роуз вообще ни с кем не советовался, когда увольнял Кларка, ссылаясь на то, что бывший участник был «наёмным работником». Кларк не участвовал в записи «Sympathy for the Devil»: «Я понял тогда, что это конец, ведь никто даже не предупредил. Официально я был в группе в то время, и они сделали ту песню без меня». Кларк припомнил, как перед финальным концертом «Use Your Illusion Tour» Роуз сказал ему: «Эй, наслаждайся своим последним шоу». Позднее Кларк подал в суд заявление в защиту законных интересов, вследствие использования его образа в пинбольной машине Guns N’ Roses.
В 1996 году выпущен дебютный альбом Anxious Disease рок-группы The Outpatience, основанной гитаристом Уэстом Аркином, который тесно сотрудничал с музыкантами Guns N’ Roses. В записи альбома наряду со своими бывшими коллегами — Роузом, Слэшем, Маккаганом, также участвовал Иззи Стрэдлин.
Работа над «Sympathy for the Devil» в сочетании с напряжённостью между Слэшем и Роузом привели к тому, что первый официально покинул группу в октябре 1996 года. Роуз отправил факс, уведомляющий MTV об уходе, и Слэш ответил: «Мы с Экслом в Guns N’ Roses не могли смотреть в глаза друг другу в течение некоторого времени. Мы пытались сотрудничать, но на данный момент я больше не в группе». Слэш заявил: «Видение Эксла вообще, что касается его участия в Guns N’ Roses, в корне отличается от моего. Я люблю играть на гитаре, придумать хороший рифф, просто пойти и сбацать, а не зацикливаться на одном определённом имидже».
Слэша заменил гастрольный гитарист Nine Inch Nails Робин Финк в январе 1997 года. В августе того же года он подписал двухлетний контракт с группой Guns N’ Roses, и официально стал её участником. Изначально Мэтт Сорум годом ранее рекомендовал Роузу кандидатуру Финка в качестве возможного второго гитариста в дополнение к Слэшу. Однако вскоре за Слэшем в апреле 1997 года последовал уход Сорума из группы. Роуз уволил барабанщика после ссоры относительно включения Тобиаса в состав. Согласно Соруму, Тобиас представлял собой «Йоко Оно из GN’R». Маккаган был последним из «классического» состава со времён Appetite for Destruction, кто покинул группу в августе 1997 года. Маккаган, который к тому времени уже стал отцом, аргументировал решение уйти в своей автобиографии: «Ганзы платили за аренду студии в течение трёх лет — в период с 1994 по 1997 год — и до сих пор пока не было ни одной песни. Вся деятельность была настолько беспорядочной, что, казалось, не соответствовала моим надеждам на отцовство и стабильность». Фактического распада Guns N’ Roses никогда не было, поскольку новые члены приходили, как только старые уходили. Роуз, как сообщается, приобрёл полные права на название «Guns N’ Roses» в 1997 году. Слэш утверждал, будто под давлением подписывал вместе с коллегами бумаги о передаче названия: «Эксл отказался выходить на сцену однажды ночью во время тура Use Your Illusion в 1992 году, пока музыканты письменно не подтвердят отказ от прав на название группы. К сожалению, мы подписали его. Мне казалось, что иначе он не выйдет на сцену». Роуз, в свою очередь, опровергал утверждение следующими словами: «Никогда [такого] не случалось, всё выдумано, заблуждение и фантазия. Там нет ни единого слова правды. Если бы дело обстояло так, я был бы кремирован несколько лет назад на законных основаниях, меня бы выпотрошили за название в качестве компенсации. Вот что подразумевается под давлением со смягчающими обстоятельствами».
Роуз устраивал прослушивание нескольким потенциальным участникам, включая Криса Вренну, Закка Уайлда, Дэйва Аббруццезе, Майкла Блэнда, Джоуи Кастильо и барабанщика Failure Келли Скотта. Как стало известно Rolling Stone в апреле 1997 года, состав участников Guns N’ Roses включал в себя: Роуза, Маккагана, Тобиаса, Финка и Вренну. В качестве студийного барабанщика периодически в работе коллектива принимал участие Шон Риггз, сосед и друг Диззи Рида, который помогал в написании песни «Oh My God».
В конечном итоге уволенного Сорума заменил другой барабанщик Джош Фриз, который летом 1997 года присоединился к группе. После того, как его отрекомендовал Фриз, бывший басист The Replacements Томми Стинсон в 1998 году стал членом Guns N’ Roses, заменив в группе Маккагана. К концу 1998 года сформировался обновлённый состав Guns N’ Roses: вокалистом по-прежнему оставался Роуз, басистом стал Томми Стинсон, барабанщиком — Джош Фриз, лидер-гитаристом — Робин Финк, ритм-гитаристом — Пол Тобиас, клавишником — Диззи Рид, а мультиинструменталистом — Крис Питман
Лейблом Geffen в 1998 году представлена отредактированная версия альбомов Use Your Illusion I и II за исключением тех песен, содержание которых владельцы розничных сетей находили вызывающим. Компиляция обоих альбомов, получившая название Use Your Illusion, предназначалась исключительно для внутреннего рынка США. В ноябре 1999 года был выпущен концертный альбом Live Era ’87–’93, состоящий из записей живых выступлений группы во время туров Appetite for Destruction и Use Your Illusion. Бывший гитарист Слэш отмечал, что подбор песен осуществлялся после предварительного согласования «сугубо обоюдно». Концертный альбом, по мнению музыканта, был одним из простейших проектов, над которыми работали все участники. «Вообще-то я не видел Эксла, однако мы всё-таки общались через уполномоченного представителя», — вспоминал Слэш.
| |  |  |  |  |
| В конце 1990-х годов к группе Guns N’ Roses присоединились — Томми Стинсон, Крис Питман, Брайан «Брэйн» Мантиа, Робин Финк и Джош Фриз |  |  |  |  |

### Новый состав иChinese Democracy(1999—2008)

#### Предыстория записи нового альбома
После того как музыканты Guns N’ Roses в 1994 году начали работать над новым материалом, единственным оригинальным членом группы оставался Роуз. Как сообщалось, музыкальным продюсером Guns N’ Roses в 1997 году выступил Моби, звучание которого отличалось от привычного звучания коллектива, благодаря влиянию электроники. Майк Клинк, ранее уже занимавшийся продюсированием альбомов Guns N’ Roses, также был привлечён к работе в мае 1997 года. В апреле 1998 года Моби был заменён Юсом, однако альбом всё ещё находился в стадии написания. В июле 1998 года журналист Нил Страусс сообщил, что «подверженный влиянию электроники» альбом Guns N’ Roses предположительно выйдет в следующем году; лейбл рассчитывал выпустить новый альбом в середине 1999 года. К августу 1999 года группа записала более 30 песен для альбома, предварительным названием которого было 2000 Intentions. В сентябре 1999 года Юса сменил другой продюсер Шон Беван, известный своими работами с некоторыми индастриал-рок-группами.
В ноябре 1999 года, в интервью Курту Лодеру для MTV, Роуз сообщил, что перезаписал Appetite for Destruction с новым на тот момент составом, за исключением двух песен, которые он заменил на «Patience» и «You Could Be Mine». Роуз анонсировал название Chinese Democracy для предстоящего альбома, и заявил следующее:

Ну, существует же множество китайских демократических движений, и это как раз именно то, о котором много судачат, и это то, которое будет приятно увидеть. Возможно это просто покажется ироничным утверждением. Я не знаю, мне просто нравится, как это звучит. (В альбоме) много разных звуков. Есть несколько тяжёлых песен, много агрессивных песен, хотя все они записаны в разных стилях и звучат по-разному. Это поистине плавильный котёл.
Оригинальный текст (англ.)Well, there's a lot of Chinese democracy movements, and it's something that there's a lot of talk about, and it's something that will be nice to see. It could also just be like an ironic statement. I don't know, I just like the sound of it. (The album has) lot of different sounds. There's some other really heavy songs, there's a lot of aggressive songs, but they're all in different styles and different sounds. It is truly a melting pot.

Даг Гольдштейн, менеджер Guns N’ Roses, заявил в ноябре 1999 года, что группа «почти закончила» запись материала для нового альбома, который должен был выйти уже в следующем году. Позже в том же месяце группа представила новую песню в стиле индастриал «Oh My God», которая вошла в саундтрек к фильму «Конец света». Её запись содержала дополнительные гитарные партии Дэйва Наварро и Гэри Саншайна, частного преподавателя, учившего Роуза игре на гитаре. Роуз утверждал, что бывшие участники группы — Дафф Маккаган и Мэтт Сорум — «не смогли распознать потенциал» этой песни и не проявили интереса к ней.
В августе 1999 года гитарист Робин Финк отправился в турне со своей бывшей группой Nine Inch Nails. В марте 2000 года авангардный гитарист Брайан Кэрролл, более известный как Бакетхэд, присоединился к Guns N’ Roses в качестве замены Финку. В марте того же года группу покинул барабанщик Джош Фриз, которого заменил Брайан «Брэйн» Мантиа (из трио Primus). Мантиа, друг детства Кэрролла, работал с Бакетхэдом в нескольких группах, включая Praxis. Брайан Мэй и Рой Томас Бейкер, соответственно, ведущий гитарист и бывший продюсер Queen, в 2000 году работали вместе с музыкантами Guns N’ Roses. Бейкеру удалось убедить Роуза перезаписать весь альбом, когда работа уже приближалась к завершению, что и привело к дальнейшим задержкам. В конце 2000 года вернулся в качестве гитариста Робин Финк, который главным образом рассчитывал повысить уровень сыгранности вместе с Бакетхэдом.

#### Концепция альбома, отмена незавершённого тура и уход музыкантов
Помимо интервью на встрече с журналистами Rolling Stone в феврале 2000 года, Роуз исполнил несколько песен из предстоящего альбома, а именно «Chinese Democracy», «Catcher in the Rye», «I. R. S.», «The Blues», «There Was A Time» и «Oklahoma». Роуз объяснил причину задержки альбома самостоятельным изучением технологий, определяющих рок в девяностые годы: «Ну, это как, начав с нуля, научиться чему-то новому, а не желать нечто, сделанное вами с помощью компьютера». Если верить редактору Rolling Stone Дэвиду Вайлду, можно вообразить, будто новое звучание Эксла, «разбавленное» Беком и Трентом Резнором, предопределяет Physical Graffiti Led Zeppelin. В интервью Роуз упомянул, что себестоимость альбома в совокупности практически эквивалентна сумме ранее оплаченных сессий, благодаря которым собрался достаточный материал, включая запись более подверженную влиянию индастриала и электроники, чем собственно «Chinese Democracy». В качестве продюсеров над альбомом работали Юс, Моби, Майк Клинк, Рой Томас Бейкер и Эрик Каудье. В то время с группой работал Шон Беван, однако на завершающем этапе производства обязанности продюсера разделили Карам Костанцо и Эксл Роуз. Альбом перезаписывался несколько раз полностью разными музыкантами и продюсерами. В интервью 2001 года Роуз заявил, что альбом и вовсе «не индастриаловый», характеризуя его как сочетание «всякого рода направлений, и огромного влияния блюза, замешанного в песнях».
Относительно использования бренда Guns N’ Roses для идентификации предстоящего релиза, вместо того, чтобы назвать его, например, «сольный альбом Эксла Роуза», сам Роуз заявил следующее: «Это то, чем я жил до того, как ребята приобщились к этому. А ведь до них в Guns N’ Roses и другие люди были, вы же знаете. Я подумывал о том, чтобы избавиться от этого, однако мне почему-то кажется это неправильным. Я не тот человек, который предпочёл бы уничтожить это и убраться прочь. Это не альбом Эксла Роуза, даже если это и то, чего я хотел. Выкладывается в полной мере каждый, выступаем мы или же творим вместе. Пожалуй, я просто помогаю направить к тому, как должным образом выстроить это». Кроме того, в интервью Роуз объяснил причину распада старого состава зависимостью и стремлением участников подавить его индивидуальность в коллективе, буквально истолковывая упразднение отношений как «развод».
Джиму Барберу, бывшему исполнительному директору A&R вместе с Geffen новый альбом напомнил о лучших мгновениях семидесятых, связанных с выступлениями Pink Floyd или поздними Led Zeppelin. «Сейчас нет ничего, что имело бы такой размах. Эксл не потратил последние несколько лет, стремясь написать очередной Use Your Illusion», — отмечал Барбер.
Через восемь лет после предыдущего концерта Guns N’ Roses, группа выступила дважды в январе 2001 года: в Лас-Вегасе и Рио-де-Жанейро на фестивале «Rock in Rio». Оба концерта хорошо были восприняты собравшейся аудиторией. Прозвучали как песни из предыдущих альбомов, так и пока неизданного Chinese Democracy. Во время выступления группы в Рио-де-Жанейро Роуз сделал заявление относительно бывших участников:

Я знаю, что многие из вас разочарованы, так как некоторые люди, которых вы узнали и полюбили, не смогли быть с нами сегодня. Независимо от того, что вы слышали или читали, они очень старались (имея в виду моих бывших друзей) сделать всё возможное, чтобы я не мог находиться здесь сегодня. Я так же обижен и разочарован, как и вы, потому что в отличие от Oasis, мы не смогли найти общий язык.
Оригинальный текст (англ.)I know that many of you are disappointed that some of the people you came to know and love could not be with us here today. Regardless of what you have heard or read, people worked very hard (meaning my former friends) to do everything they could so that I could not be here today. I am as hurt and disappointed as you that unlike Oasis, we could not find a way to all get along.

В конце 2001 года группа Guns N’ Roses отыграла ещё два концерта в Лас-Вегасе. Бывший гитарист Слэш пытался посетить шоу, но служба безопасности не пропустила его. Разочарованный гастролями, ритм-гитарист Пол Тобиас покинул группу в 2002 году и был заменён участником The Psychedelic Furs и Love Spit Love Ричардом Фортусом. Фортус ранее сотрудничал с басистом Томми Стинсоном, оба они дружат, и последний рекомендовал его кандидатуру вместо Тобиаса. Продюсер Рой Томас Бейкер был уволен в феврале 2002 года. В июне 2002 года новостной ресурс Drudge Report сообщил, что выход Chinese Democracy переносится на 2 сентября.
Группа отыграла несколько концертов в августе 2002 года, выступая в качестве хедлайнеров фестивалей, проводившихся в Азии и Европе, включая «Pukkelpop», «Summer Sonic Festival» и «The Carling Weekend». В конце августа Guns N’ Roses без предварительного анонса на церемонии вручения MTV Video Music Awards 2002 закрывала шоу, исполнив подряд песни «Welcome to the Jungle/Madagascar/Paradise City».
В ноябре 2002 года стартовал первый после многолетнего перерыва североамериканский тур группы Guns N’ Roses, организованный в поддержку альбома Chinese Democracy, к которому присоединились музыканты CKY и Mix Master Mike. Организаторам пришлось отменять шоу в Ванкувере, так как к началу выступления не появился Роуз. В соответствии с заявлением руководства коллектива, в качестве причины указана задержка рейса Эксла из Лос-Анджелеса, вызванная механическими неполадками. Последовали беспорядки. В конечном итоге отзывы относительно тура получились неоднозначными. Билеты на концерты продавались не очень хорошо, за исключением, пожалуй, только крупнейших агломераций как, например, Нью-Йорк. В связи со вспышкой беспорядков фанатов в Филадельфии после того как группа не появилась на сцене снова, промоутер «Clear Channel» отменил оставшуюся часть тура. Нежелание распространяться об отмене концертов, Роуз объяснял позднее рядом причин, чрезвычайно сложных и юридически не урегулированных закулисьем вопросов, представлявших угрозу для будущего Guns N’ Roses. Только спустя 10 лет Роуз вернулся и извинился перед Филадельфией: «Я не говорю, что я невиновен».
Группа взяла паузу в 2003 году, и пока музыканты Guns N’ Roses находились в творческом отпуске, бейсболист Майк Пьяцца 1 сентября 2004 года пропустил в эфир передачи Эдди Транка, не звучавшую на радио ранее песню «I. R. S.». Как только информация об утечке дошла до руководства коллектива, было принято решение запретить воспроизведение трека на всех национальных станциях. Перерыв в работе группы продолжился, пока не было объявлено о запланированном выступлении на фестивале «Rock in Rio Lisboa» в мае 2004 года. Тем не менее, Бакетхэд покинул группу в марте того же года, в результате чего заявка была аннулирована. Предположительно, причиной ухода Бакетхэда стала «неспособность завершить альбом либо тур», по словам его менеджера. Роуз заявил, что «группа оказалась в неприемлемом положении из-за гитариста Бакетхэда и его преждевременного ухода. Во время его пребывания в группе Бакетхэд был непоследовательным и неустойчивым как в своём поведении, так и в своих обязательствах, несмотря на наличие контракта, создавая неопределённость и путаницу, вследствие чего практически невозможно было добиться прогресса в записи, репетициях и насущных задачах. Его непостоянный образ жизни сделал практически невозможным даже для его близких друзей иметь хоть какие-то способы общения с ним».

#### Greatest Hitsи конфликт артистов с лейблом, судебные иски
В марте 2004 года лейблом Geffen был выпущен сборник песен Guns N’ Roses Greatest Hits, поскольку более десяти лет Роуз не мог предоставить руководству новый студийный альбом. Слэш и Маккаган присоединились к Роузу в судебном иске против Geffen, желая остановить выпуск сборника, составленного без разрешения как нынешних, так и бывших членов группы. Однако иск был отклонён. Сборник стал трижды платиновым в Соединённых Штатах, и третьем в системе маркетинговых исследований Nielsen SoundScan из наиболее долго находившихся в чарте альбомов. Маккаган и Слэш также присоединились к Роузу в безуспешной попытке предотвратить выпуск The Roots of Guns N’ Roses.
К 2005 году руководством Geffen проект Chinese Democracy был снят с графика выпуска и лишился финансирования, причём отмечалось, что «превысив все запланированные и утверждённые расходы на запись, исчисляемую миллионами долларов, господин Роуз сам обязан финансировать и завершить альбом, а не Геффен». Примерно тогда же менеджер Мерк Меркуриадис заявил, что «альбом Chinese Democracy очень близок к завершению». Согласно отчёту The New York Times за 2005 год, к тому моменту Роуз якобы потратил в студии 13 миллионов долларов. Меркуриадис отклонил бюджетные претензии, предъявляемые статьёй The New York Times, и заявил, что газетные источники не надёжны, потому что проект продолжал успешно развиваться в течение 6—9 лет. Исходя из суммы затрат в размере 13 миллионов долларов, альбом считается самым дорогим рок-альбомом выпущенным когда-либо.
В феврале 2006 года демоверсии песен «Better», «Catcher in the Rye», «I. R. S.» и «There Was a Time» просочились в Интернет через фанатский сайт Guns N’ Roses. В то время как руководство группы требовало удалить все ссылки на MP3-файлы и все тексты песен с форумов и веб-сайтов, радиостанции начали добавлять «I. R. S.» в плейлисты, и песня достигла в последнюю неделю февраля 49-го места в национальном чарте Radio & Records Active Rock National Airplay.
В августе 2006 года Слэш и Маккаган подали в суд на Роуза в отношении публикаций Guns N’ Roses и авторства в написании песен, которые, как утверждал адвокат ответчика, были вызваны «опечаткой» в более поздней редакции.

#### Смена состава и возобновление тура

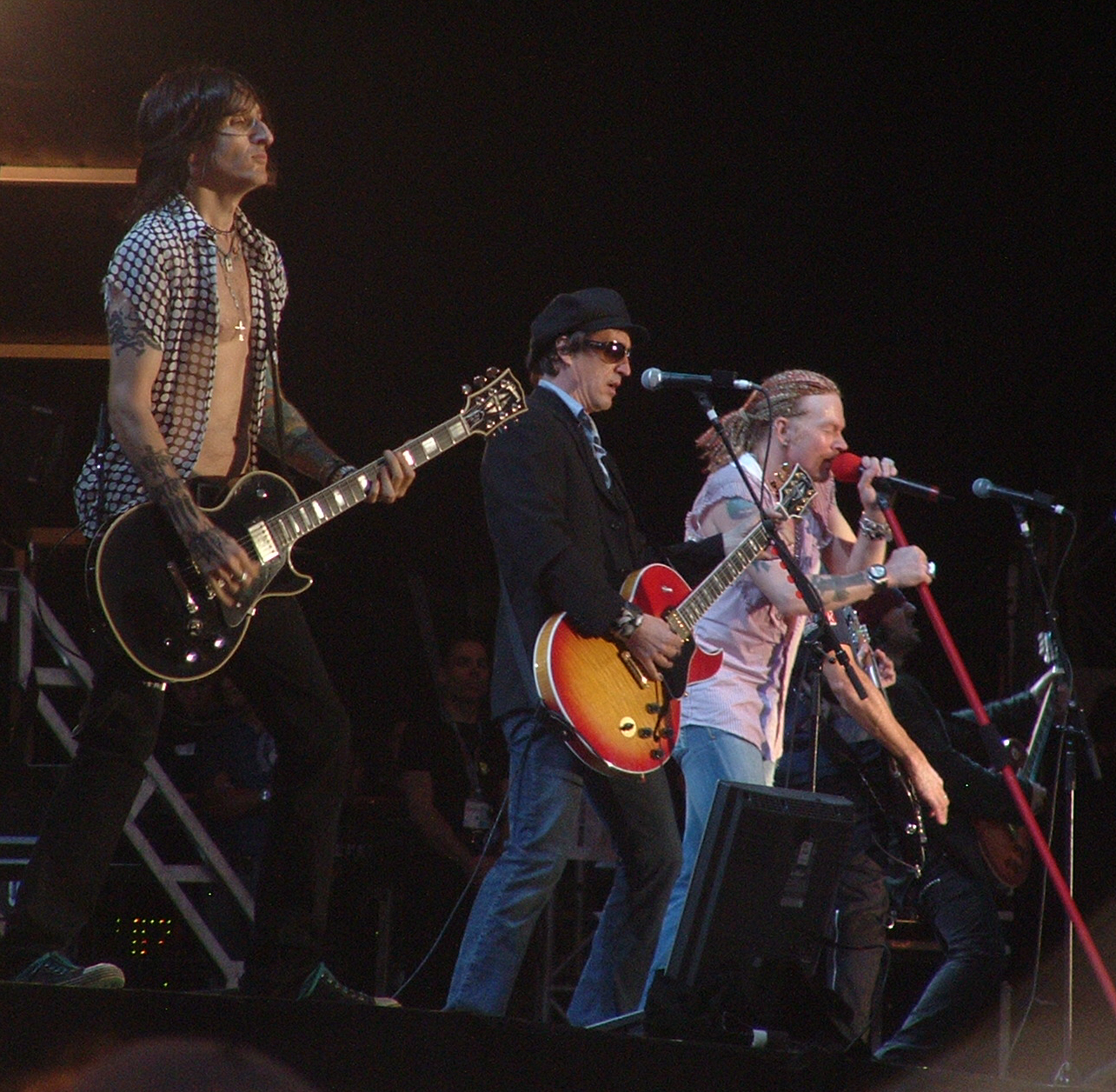
Иззи Стрэдлин и Guns N’ Roses в 2006 году

По рекомендации виртуоза игры на гитаре Джо Сатриани в Guns N’ Roses в 2006 году взяли Рона «Бамблфута» Таля, гитариста, заменившего Бакетхэда. Таль в составе Guns N’ Roses впервые появился в Hammerstein Ballroom в Нью-Йорке 12 мая 2006 года. Это был первый концерт группы за последние три года.
В сентябре 2006 года прошли пять выступлений перед туром по Северной Америке. Тур официально начался 24 октября в Майами. Барабанщик Фрэнк Феррер заменил взявшего отпуск Брэйна, который решил побыть со своей женой и новорождённым ребёнком. Непосредственно во время тура песня «Better» была представлена в интернет-рекламе Harley-Davidson в октябре. Клавишник Диззи Рид заявил, что релиз был случайным: было сделано два варианта — первый «экспериментальный» с демозаписью «Better», а второй с «Paradise City». Реклама с «Better» была неправильно помечена и непреднамеренно загружена в Интернет в течение дня, прежде чем была заменена на другую версию с «Paradise City».
В ноябре 2006 года «из-за ограничений, наложенных местными пожарными», как заявила группа, были отменены концерты в Портленде, штат Мэн. В декабре того же года Роуз опубликовал открытое письмо фанатам, в котором сообщил, что Мерк Меркуриадис был уволен с поста менеджера группы. Он также сообщил, что последние четыре концерта североамериканского тура будут сокращены, чтобы группа могла работать над постпродакшеном для Chinese Democracy. Кроме того, впервые после анонса была обозначена предварительная дата выхода альбома: 6 марта 2007 года.
23 февраля 2007 года Дел Джеймс объявил, что этап записи Chinese Democracy закончен, и группа перешла теперь к микшированию альбома. Оказалось, что выпуск альбома 6 марта не состоится. В феврале 2007 года «окончательная» версия «Better» просочилась в сеть и получила положительные отзывы. 4 мая 2007 года произошла утечка ещё трёх песен из Chinese Democracy: обновлённой версии «I.R.S»., «The Blues» и заглавного трека, ранее исполнявшихся вживую.
В рамках «Chinese Democracy World Tour» в 2007 году Guns N’ Roses выступили в июне в Мексике, после чего последовали концерты в Австралии и Японии. Песни «Nice Boys» и «Don’t Cry» (инструментальное соло Бамблфута) были сыграны впервые со времён «Use Your Illusion Tour». Тур завершился в Осаке, в двадцатую годовщину выхода Appetite for Destruction. Во время этого тура в составе группы были вокалист Эксл Роуз, Робин Финк, Рон Таль и Ричард Фортус — играющие на гитарах, Томми Стинсон на бас-гитаре, Диззи Рид и Крис Питман на клавишных, и Фрэнк Феррер на барабанах.

#### Выпуск и продвижение альбома

Барабанщик присоединился к группе в 2006 году

В декабре 2007 года Эдди Транк сообщил, что альбом готов и передан Geffen Records, однако выпуск его отложен из-за проблем с лейблом. В начале следующего года появились сообщения о том, что задержки были вызваны разногласиями между Geffen и Роузом по вопросам маркетинга. В феврале менеджер Роуза, Бета Либис, опровергла высказывания Транка и заявила, что группа «ведёт переговоры» с лейблом звукозаписи, так как альбом был закончен с самого Рождества 2007 года.
26 марта 2008 года Dr Pepper объявил о готовности предоставить всем в Америке, кроме бывших гитаристов Guns N’ Roses Слэша и Бакетхэда, бесплатную банку с шипучим напитком, если группа выпустит Chinese Democracy до конца года. Роуз был «удивлён и очень рад» такой новости, пообещав: «Поскольку некоторые из перфомансов Бакетхэда присутствуют в нашем альбоме, я поделюсь с ним своим Dr Pepper». На следующий день после объявления Dr Pepper, участники группы заявили, что наняли новую команду менеджеров во главе с Ирвингом Азоффом и Энди Гулдом.
На фоне слухов о скором релизе, девять треков из Chinese Democracy 19 июня 2008 года просочились в Сеть, однако были быстро удалены после письменного обращения о прекращении противоправных действий от лейбла группы. Шесть из просочившихся треков всплывали ранее, в то время как три были новыми. 14 июля 2008 года Harmonix совместно с MTV Games официально объявили о выпуске новой песни Chinese Democracy. Песня под названием «Shackler’s Revenge» была представлена в новой музыкальной видеоигре Rock Band 2. Песня «If the World» прозвучала в финальных титрах фильма Ридли Скотта «Совокупность лжи», премьера которого состоялась 10 октября 2008 года.
Наконец, 22 октября 2008 года после нескольких месяцев спекуляций, руководство группы, Best Buy и Interscope Geffen A&M Records выпустили совместный пресс-релиз, подтверждающий, что выпуск Chinese Democracy в США намечен на 23 ноября в качестве эксклюзива Best Buy. За несколько дней до официального релиза группа транслировала весь альбом Chinese Democracy на своей странице в Myspace. Альбом транслировался более трёх миллионов раз, побив рекорд Myspace по наибольшему числу стримингов альбома за всю историю.
Шестой студийный альбом группы Guns N’ Roses Chinese Democracy вышел 22 ноября 2008 года в Европе и Австралии, 23 ноября 2008 года в Северной Америке и 24 ноября 2008 года в Великобритании. Хотя альбом дебютировал на третьей строчке в Billboard 200, ожиданий индустрии он не оправдал.

### Введение в Зал славы рок-н-ролла
В 2012 году группа Guns N' Roses была включена в Зал славы рок-н-ролла. Тем не менее, оргкомитету Зала не удалось собрать «золотой состав» вместе: Эксл Роуз отказался от участия и попросил вычеркнуть его имя из списка номинантов, мотивировав это тем, что пригласив экс-коллег по группе, организаторы проявили к нему неуважение. В результате музыканты выступили на церемонии без Роуза, пригласив на вокал Майлза Кеннеди из Alter Bridge, который также является вокалистом Слэша. Также на церемонии не появился гитарист Иззи Стрэдлин, но в своём обращении (опубликованном в блоге Даффа МакКагана) он поблагодарил своих одногрупников, фанатов и Зал за предоставленную честь.
В 2012 году группа отправилась в большой гастрольный тур, в том числе 11 и 12 мая выступив в Москве.

### Возвращение Маккагана и Слэша
27 июля 2015 года гитарист DJ Ashba покинул группу, ссылаясь на семейные обстоятельства и желание заняться собственным проектом — Sixx A.M. Несколько дней спустя, музыкальный журналист Андрю Ланишин сообщил, что «Рон Тал также покинул Guns N 'Roses». Томми Стинсон тоже покинул группу, сославшись на личные причины, по которым он не мог гастролировать. Фрэнк Феррер позже заявил о продолжении работы коллектива. 29 декабря 2015 года, через несколько дней после этого, Guns N' Roses запустили тизер в кинотеатрах, демонстрирующий нарезку из концертов группы времён Appetite For Destruction. Позже Billboard сообщили, что Слэш согласился снова присоединиться к группе и воссоединенная команда станет хэдлайнером фестиваля Coachella 2016. Guns N' Roses были официально объявлены в качестве хедлайнеров на Coachella 4 января 2016 года по сообщению Радио KROQ, подтвердившего возвращение Слэша и Даффа Маккагана в группу.
1 апреля 2016 года Guns N' Roses отыграли свой первый концерт в клубе Troubadour. Этот концерт стал большим подарком для фанатов за 23 года. В составе были: Эксл, Слэш, Дафф, Ричард Фортус, Франк Феррер, Диззи Рид, а также на место Криса Питмана встала клавишница Мелисса Риз.
В настоящее время у группы запланировано множество концертов по Америке. Также Роуз не исключил и создание группой новой музыки. Слэш позже прокомментировал турне, сказав Джоуи Крамеру из Aerosmith в интервью WZLX: «Мы все были уверены, что (воссоединение) никогда не произойдёт, так что это все ещё взрывает наши умы. … Но все действительно отлично ладят, и я думаю, что все прошли долгий путь, и это все круто».
В 2017, 2018, 2019, и 2020 годах различные участники группы обсуждали планы по выпуску нового альбома Guns N' Roses. В 2021 году Слэш заявил, что группа для нового альбома перерабатывала песни периода Chinese.
В 2020 году группа объявила о проведении североамериканского стадионного тура, а также нескольких фестивальных дат, назвав их новым туром, а не продолжением Not in This Lifetime.... Tour. В сентябре 2020 года сборник Greatest Hits был переиздан (с добавлением «Shadow of Your Love»), включая первый тираж на виниле.
6 августа 2021 года группа выпустила сингл «Absurd», свой первый новый материал с 2008 года. 24 сентября вышел ещё один сингл, «Hard Skool» . Оба сингла являются переработками песен с сессий Chinese Democracy. «Hard Skool» будет выпущен в виде одноимённого EP в начале 2022 года, включающего «Absurd» и концертные треки.
Позже, в 2021 году, Слэш заявил, что группа переработала песни периода Chinese  для будущего релиза. В 2022 году он подтвердил, что группа работает над новыми песнями, которые могут быть позже включены в альбом, заявив: «Новый материал Guns выходит по мере того, как мы говорим, и мы, вероятно, будем продолжать выпускать его, пока не будет закончен весь материал альбома» . Позже он сказал, что к июню, вероятно, выйдут ещё два таких сингла.
20 сентября 2022 года группа объявила о выпуске ремастированного делюкс-бокс-сета из двух альбомов Illusion под названием Use Your Illusion (Super Deluxe Edition), который вышел 11 ноября 2022 года. В бокс-сет вошли оба ремастированных альбома, а также два концерта 1991 года (Нью-Йорк) и 1992 года (Лас-Вегас), blu-ray с концертом в Нью-Йорке, фотографии и памятные вещи. Бокс-сет предваряла концертная версия песни «You Could Be Mine» в качестве лид-сингла.
Guns N' Roses продолжили гастролировать с туром Guns N' Roses 2023 Tour. 24 июня 2023 года группа впервые выступила в качестве хедлайнера на фестивале Гластонбери. Выступление получило неоднозначные отзывы, некоторые издания назвали его одним из худших в истории фестивалей, что заставило группу отреагировать, заявив, что технические трудности привели к плохому сведению.
18 августа 2023 года группа выпустила новый сингл — фортепианную композицию «Perhaps». «R-сторона» песни «The General» была выпущена в цифровом виде и на виниле «Perhaps» 8 декабря 2023 года.
В декабре 2024 года группа объявила о туре «Because What You Want & What You Get Are Two Completely Different Things Tour», запланированном на 2025 год.
19 марта 2025 года из Guns N' Roses ушёл давний барабанщик Фрэнк Феррер.
Днем позже, 20 марта, группа объявила, что новым барабанщиком стал Айзек Карпентер, официально заменивший Фрэнка Феррера, который был барабанщиком группы с 2006 года.

## Музыкальная карьера бывших участников Guns N' Roses
Слэш, покинув Guns N' Roses, сформировал свою собственную группу Slash's Snakepit (1994—1995, 1998—2001), и во время паузы в её активности также блюз-кавер-группу Slash's Blues Ball (1996—1998).
Однако крупнейшим проектом, имеющим отношение к Guns N' Roses, является основанная в 2002 году Velvet Revolver, в состав которой вошли трое оригинальных участников Guns N' Roses: Слэш, Дафф МакКаган и Мэтт Сорум (двое последних также участвовали в команде Neurotic Outsiders). К ним присоединились Скотт Уайланд (вокалист Stone Temple Pilots) и Дэйв Кушнер (Wasted Youth).
Кроме того, Слэш активно занимается сольной карьерой. В 2010 году вышел его дебютный сольный альбом, записанный при участии других звезд. На одной из композиций — Ghost — на ритм-гитаре сыграл Иззи Стрэдлин, а на другой — Watch This — Дафф Маккаган на басу.

## Состав

### Текущий состав
- Эксл Роуз (Axl Rose) — ведущий вокал,  фортепиано, иногда ритм-гитара, перкуссия(1985—наши дни)
- Дафф Маккаган (Duff McKagan) — бас-гитара, бэк- и иногда ведущий вокал, иногда акустическая гитара и перкуссия (1985—1997, 2016—наши дни; концертный гость в 2010 и 2014[328])
- Слэш (Slash) — соло и ритм-гитара, иногда бэк-вокал (1985—1996, 2016—наши дни)
- Диззи Рид (Dizzy Reed) — клавишные, синтезаторы, бэк-вокал, перкуссия (1990—наши дни)
- Ричард Фортус (Richard Fortus) — ритм- и соло-гитара, бэк-вокал (2002—наши дни)
- Мелисса Риз (Melissa Reese) — клавишные, синтезаторы, саб-бас, программирование, бэк-вокал (2016—наши дни)
- Айзек Карпентер[англ.] (Isaac Carpenter) — ударные, перкуссия (2025—наши дни)

### Бывшие участники
- Иззи Стрэдлин (Izzy Stradlin) — ритм-гитара, бэк- и иногда и ведущий вокал, также перкуссия (1985—1991; концертный гость в 1993, 2006, 2012[328])
- Роб Гарднер[англ.] (Rob Gardner) — ударные, перкуссия, бэк-вокал (1985)
- Трэйси Ганз (Tracii Guns) — соло и ритм-гитара (1985)
- Оле Бейх (Ole Beich) — бас-гитара (1985; умер в 1991)
- Стивен Адлер (Steven Adler) — ударные, перкуссия, бэк-вокал (1985—1990, концертный гость в 2016[329])
- Мэтт Сорум (Matt Sorum) — ударные, перкуссия, бэк-вокал (1990—1997)
- Гилби Кларк (Gilby Clarke) — ритм- и соло-гитара, бэк-вокал (1991—1994)
- Пол Тобиас[англ.] (Paul Tobias) — ритм- и соло-гитара, бэк-вокал (1994—2002)
- Робин Финк (Robin Finck) — соло и ритм-гитара, иногда клавишные (1997—1999, 2000—2008, концертный гость в 2012[330])
- Джош Фриз (Josh Freese) — ударные, перкуссия (1997—2000)
- Томми Стинсон[англ.] (Tommy Stinson) — бас-гитара, бэк- и иногда ведущий вокал (1998—2014)
- Крис Питман[англ.] (Chris Pitman) — клавишные, синтезатор, иногда саб-бас, программирование, бэк-вокал, перкуссия (1998—2016)
- Бакетхэд (Buckethead) — соло и ритм-гитары (2000—2004)
- Брайан «Брэйн» Мантиа[англ.] (Brian Mantia) — ударные, перкуссия (2000—2006; концертный гость в 2012[331])
- Рон «Бамблфут» Таль (Ron «Bumblefoot» Thal) — соло и ритм-гитары, бэк- и иногда ведущий вокал (2006—2014)[332]
- Фрэнк Феррер[англ.] (Frank Ferrer) — ударные, перкуссия, иногда бэк-вокал (2006—2025)
- Дарен Джей Ашба (Daren Jay Ashba) — гитара (2009—2015)

## Дискография
- 1987 — Appetite for Destruction
- 1988 — G N' R Lies
- 1991 — Use Your Illusion I
- 1991 — Use Your Illusion II
- 1993 — The Spaghetti Incident?
- 2008 — Chinese Democracy

## Комментарии
1. ↑  В школьные годы их соответственно звали — Уильям Брюс Бейли и Джеффри Дин Исбелл.
2. ↑  Отсылка к одноимённой песне Guns N’ Roses «Mr. Brownstone[англ.]» — об употреблении наркотиков[83].